# لمينة منت القطب ولد أممه
لمينة منت القطب ولد أممه سياسية موريتانية، تقلدت عدة مناصب وزارة منها منصب وزيرة التنمية الريفية 2015، ومنصب وزيرة الشؤون الاجتماعية والطفولة والأسرة 2008 بحكومة يحى ولد حدمين.